# Riespach
Riespach – miejscowość i gmina, o powierzchni 7,6 km², we Francji, w regionie Grand Est, w departamencie Górny Ren.
Według danych na rok 1990 gminę zamieszkiwało 608 osób, 80 os./km².